# Chokusen wakashū
Le chokusen wakashū (勅撰和歌集?), abbreviate anche in chokusenshū  (勅撰集?), erano antologie giapponesi di poesia waka commissionate dall'imperatore, in tutto sono 21 raccolte compilate in 534 anni e conosciute come nijūichidaishū.

## Panoramica
Il termine chokusen wakashū (di seguito abbreviato in chokusenshū) si riferisce ad antologie di poesie waka compilate su ordine di un imperatore del Giappone o di un imperatore in pensione (Daijō Tennō) o di un Daijō hōō (imperatore giapponese che aveva abdicato ed era entrato nella comunità monastica buddista). La prima fu Kokinwakashū compilata all'inizio del X secolo e l'ultima fu Shinshokukokin Wakashū compilata nella prima metà del XV secolo, in totale sono 21.
Le prime tre chokusenshū sono indicate come sandaishū (三代集?, Collezione di tre epoche), le prime otto (comprese le sandaishū e fino a Shin Kokin Wakashū) come hachidaishū, dalla nona (Shinchokusen Wakashū) fino alla ventunesima sono chiamate jūsandaishū e l'intero gruppo di 21 come nijūichidaishū. Il numero totale di poesie contenute nelle 21 raccolte è di circa 33.700.
Due raccolte sono state compilate per ordine degli imperatori ma non sono incluse in questo elenco. La prima è Shokushika Wakashū (compilata alla fine del XII secolo da Fujiwara no Kiyosuke), che fu commissionata dall'imperatore Nijō, ma l'imperatore morì prima che potesse essere presentata e quindi non gli fu mai dato formalmente il titolo di chokusenshū. La seconda è Shin'yō Wakashū, una cosiddetta antologia quasi-chokusenshū (準勅撰和歌集?, jun-chokusen-wakashū), che fu compilata alla fine del XIV secolo presso la Corte del Sud.

## Nijūichidaishū
Nijūichidaishū (二十一代集?, Collezioni delle ventuno ere) sono le ventuno raccolte imperiali giapponesi (chokusenshū) di poesie waka scritte dalla nobiltà. Si dividono tra le Collezioni delle otto ere (八代集?, Hachidaishū), che furono compilate verso la fine del periodo Heian, e le Collezioni delle tredici ere (十三代集?, Jūsandaishū), al momento della transizione intorno al periodo Kamakura. 
Shin Kokin Wakashū è considerato l'ultima grande raccolta di waka poiché nei secoli successivi, il posto del waka come genere poetico fu sempre più sostituito da nuove forme di versificazione come renga e haiku.
I seguenti testi elencati in ordine cronologico costituiscono il Nijūichidaishū:

### Hachidaishū
Hachidaishū sono le prime otto collezioni, di cui le prime tre sono dette Sandaishū. Sandaishū ha fornito sia il linguaggio che i principi organizzativi per il resto delle antologie successive. 
- Kokinwakashū[1]
- Gosen Wakashū
- Shūi Wakashū
- Goshūi Wakashū
- Kin'yō Wakashū
- Shika Wakashū
- Senzai Wakashū
- Shin Kokin Wakashū[2]

### Jūsandaishū
Jūsandaishū sono le ultime tredici raccolte.
- Shinchokusen Wakashū[3]
- Shokugosen Wakashū
- Shokukokin Wakashū
- Shokushūi Wakashū
- Shingosen Wakashū
- Gyokuyō Wakashū
- Shokusenzai Wakashū
- Shokugoshūi Wakashū
- Fūga Wakashū
- Shinsenzai Wakashū
- Shinshūi Wakashū
- Shingoshūi Wakashū
- Shinshokukokin Wakashū

## Committenti e compilatori
I compilatori dei primi chokusenshū agivano sotto gli ordini diretti dell'imperatore regnante, ma durante il Governo del chiostro (o meglio il successivo periodo Heian e il periodo Kamakura) era più comune che le antologie fossero commissionate dall'imperatore abdicato che era a capo della corte (il Daijō Tennō).
Ad eccezione di Shūi Wakashū e di Fūga Wakashū, il committente dava l'ordine a uno o cinque compilatori di selezionare le poesie, disporle in libri per argomento, di disporre le poesie all'interno di ciascun libro e di prendere decisioni ortografiche. Una volta completata la compilazione, la raccolta sarebbe stata presentata al committente per l'ispezione. Occasionalmente il committente ordinava di apportare modifiche, come ad esempio si nota nelle tre varianti del testo del Kin'yō Wakashū. Shin Kokin Wakashū ha una storia insolita, dopo essere stata ispezionata e approvata, in seguito sono state apportate modifiche personalmente dal committente.
Le ultime quattro chokusenshū furono compilate durante un periodo di declino per la casa imperiale, furono quindi commissionate e completate sotto gli auspici degli shōgun dello shogunato Ashikaga. Ashikaga Yoshimasa ordinò un'ulteriore raccolta, che Asukai Masachika (飛鳥井雅親?) iniziò a compilare, ma il lavoro fu abbandonato durante la guerra Ōnin.